# شيني أهوجا
شيني أهوجا هو عارض وممثل هندي، ولد في 15 مايو 1973 بدلهي في الهند. من الجوائز التي نالها جوائز فيلم فير.

## أعمال

### أفلام
- (2006) تلك اللحظات
- (2007) المتاهة

## جوائز
- جوائز فيلم فير

## وصلات خارجية
- شيني أهوجا على موقع IMDb (الإنجليزية)
- شيني أهوجا على موقع ألو سيني (الفرنسية)
- شيني أهوجا على موقع أول موفي (الإنجليزية)
- شيني أهوجا على موقع قاعدة بيانات الفيلم (الإنجليزية)
- شيني أهوجا على موقع كينوبويسك (الروسية)